# Flagge Mississippis

Die Flagge Mississippis seit November 2020

Der US-Bundesstaat Mississippi hatte im Laufe der Geschichte drei Flaggen. 1861 wurde die Magnolien-Flagge eingeführt, die den gleichnamigen Baum abbildete. Sie wurde jedoch bereits 1865 wieder abgeschafft, woraufhin Mississippi 29 Jahre keine eigene Flagge besaß. 1894 wurde eine neue Flagge eingeführt, die auf den Farben des ehemaligen Westflorida, zu dem Teile Mississippis von 1803 bis 1817 gehörten, und der Kriegsflagge der Konföderierten Staaten von Amerika beruhte. Im Juni 2020 wurde die Abschaffung der bisherigen Flagge beschlossen und der Entwurf einer neuen angekündigt. Am 3. November 2020 wurde die neue Flagge in Mississippi mit einer Abstimmung angenommen.

## Erste Flagge

Flagge von 1861 bis 1865

Vor 1861 besaß Mississippi keine eigene Flagge. Am 30. März 1861 wurde als Staatssymbol die Magnolien-Flagge eingeführt, die einen Magnolienbaum auf weißen Grund zeigte. Sie zeigte in der Gösch einen fünfzackigen Stern auf blauem Grund (siehe Bonnie Blue Flag). Die Nutzung der Magnolien-Flagge fiel in die Zeit des Amerikanischen Bürgerkriegs, in dem Mississippi sich auf der Seite der Konföderierten befand. Allerdings wurde die Flagge in dieser Zeit kaum genutzt. Häufiger wurde auf andere Flaggen der Konföderierten zurückgegriffen. Nachdem die Südstaaten den Amerikanischen Bürgerkrieg verloren hatten, wurde viele der bisherigen Gesetze annulliert – so auch die auf der Virginia Secession Convention von 1861 beschlossene Magnolien-Flagge als Symbol Mississippis. Anschließend hatte Mississippi 29 Jahre lang keine eigene Flagge.

## Zweite Flagge

Die seit 1894 verwendete und am 30. Juni 2020 abgeschaffte Flagge von Mississippi

Am 7. Februar 1894 bestimmte das Parlament von Mississippi eine neue Flagge zum Staatssymbol. Es handelt sich dabei um einen Entwurf von Edward N. Scudder, der aus einem Dreiband in blau, weiß und rot bestand und in der Gösch die Kriegsflagge der Konföderierten zeigte. Das Dreiband war dabei an die Flagge des ehemaligen Westflorida (zu dem Mississippi von 1803 bis 1817 gehört hatte) angelehnt, wobei der obere rote Streifen durch einen blauen ersetzt wurde. Die 13 Sterne auf der Konföderierten-Flagge repräsentierten nach offizieller Lesart die 13 ursprünglichen Gründerstaaten der USA, wobei die Sterne auch als die 13 während des Bürgerkriegs vom Staatenbund abtrünnigen Bundesstaaten (inklusive Missouri und Kentucky, die jeweils geteilt waren) interpretiert werden konnten.
Durch eine Gesetzesreform im Jahr 1906 wurde versehentlich die Bestimmung gestrichen, welche die Flagge von Mississippi festlegte. Hierdurch war Mississippi von 1906 bis 2001 ohne offizielle Flagge. Der Fehler fiel erst im Jahr 2000 auf. Der Gerichtshof von Mississippi bestätigte in jenem Jahr, dass der Bundesstaat ohne offizielle Flagge war. Der Fehler wurde daraufhin korrigiert.

### Referendum zur Änderung der Flagge 2001
Am 17. April 2001 wurde eine Volksabstimmung zur Änderung der Flagge abgehalten. Als Alternative wurde eine Flagge präsentiert, der den Teil mit der Konföderierten-Flagge durch ein blaues Quadrat mit einem Ring aus 13 goldenen Sternen (ähnlich der EU-Flagge) in einem äußeren Kreis und 7 Sternen im Kreisinneren ersetzt hätte. Die 13 Sterne sollten die ursprünglich 13 amerikanischen Kolonien zur Zeit der Unabhängigkeit 1776 repräsentieren. Die sechs Sterne sollten die „Sechs indianischen Nationen“ repräsentieren. Der größere Stern in der Mitte des Kreises sollte für den Staat Mississippi selbst stehen. Die 20 Sterne insgesamt sollten auf Mississippi als den 20. Staat der USA hinweisen.
Bei der Volksabstimmung sprach sich eine Mehrheit von 64 Prozent für die Beibehaltung der Flagge und eine Minderheit von 36 Prozent dagegen aus, wodurch die Initiative zur Änderung scheiterte. Dieses Abstimmungsergebnis spiegelte in etwa das Verhältnis von weißen und afroamerikanischen Einwohnern Mississippis wider. Mississippi war damit der einzige Bundesstaat der USA, der die Konföderierten-Flagge noch als Bestandteil seiner Flagge führte. Georgia schaffte die Flagge mit der Konföderierten Kriegsflagge 2001 ab. Arkansas und Tennessee deuten die Konföderierten-Flagge nur an.

Kriegsflagge der Konföderierten
Flagge der Konföderierten, wurde teilweise auch als Kriegsflagge genutzt
2001 vorgeschlagene Flagge

### Diskussion 2015

Magnolia-Flag

Nach dem Anschlag in Charleston im Juni 2015, bei dem ein weißer US-Bürger neun Afroamerikaner während einer Bibelstunde in einer Kirche erschoss, wurde wieder über die Kriegsflagge der Konföderierten und auch die Flagge Mississippis diskutiert. Der Sprecher des Repräsentantenhauses von Mississippi Philip Gunn erklärte öffentlich, dass die Gösch (in diesem Teil befindet sich die Kriegsflagge der Konföderierten) der Flagge Mississippis geändert werden sollte. Der Fernsehsender WLBT-TV in Jackson berichtete, dass einige Haushalte in Mississippi damit begonnen hätten, die Magnolia-Flag (Magnolien-Flagge), eine Alternative zu Mississippis Flagge, zu hissen. Senator Roger Wicker, Nachfahre von konföderierten Soldaten, sprach sich ebenfalls dafür aus, die Flagge zu erneuern. Die alte Flagge „gehöre ins Museum“. Der damalige Gouverneur Mississippis Phil Bryant sprach sich gegen eine Änderung aus, da dies nicht dem Willen der Mehrheit Mississippis entspreche.

### Abschaffung der alten Flagge 2020
Nachdem es in den folgenden Jahren immer wieder zu Diskussionen um die Flagge gekommen war, startete das Repräsentantenhaus von Mississippi im Rahmen der Proteste infolge des Todes von George Floyd im Juni 2020 eine überparteiliche Initiative zur Änderung der Flagge. Insgesamt sprachen sich 84 Abgeordnete für und 35 gegen die Suspendierung einer Regelung aus, wonach für eine Änderung der Flagge eine Zwei-Drittel-Mehrheit in beiden Kammern des Parlaments notwendig ist. Alle 44 Demokraten sowie 40 Republikaner votierten für eine Aussetzung der Regelung. 35 Republikaner votierten dagegen und sprachen sich stattdessen für eine erneute Volksabstimmung über die Flagge aus. Im Senat von Mississippi wurde die Suspendierung der Zwei-Drittel-Mehrheit anschließend mit 36 zu 14 Stimmen bestätigt.
Am 28. Juni 2020 wurde im Parlament von Mississippi über das eigentliche Gesetz zur Änderung der Flagge abgestimmt. Im Repräsentantenhaus wurde dieses mit 91 zu 23 Stimmen sowie im Senat mit 37 zu 14 Stimmen angenommen. Gouverneur Tate Reeves hatte bereits vor den Abstimmungen angekündigt, ein entsprechendes Gesetz durch seine Unterschrift in Kraft setzen und auf ein ihm zustehendes Vetorecht verzichten zu wollen, sofern sich eine parlamentarische Mehrheit für die Initiative finde. Am 30. Juni 2020 unterschrieb Reeves das Änderungsgesetz, wodurch die bisherige Flagge ihren Status als staatliches Symbol verlor. Mississippi war damit der letzte US-Bundesstaat, der die Kriegsflagge der Konföderierten Staaten aus seinen Symbolen tilgte.

## Dritte Flagge

Die neue Magnolienflagge (The New Magnolia), von der Kommission ausgewählt und durch Abstimmung angenommen.

Die vorgeschlagene Große Flussflagge (Great River Flag).

Das Änderungsgesetz schrieb vor, dass die neue Flagge nicht mehr das Symbol der Konföderierten enthalten dürfe und gleichzeitig den Wahlspruch  „In God We Trust“ enthalten müsse. Die Auswahl einer neuen Flagge wurde einer Kommission aus neun Personen übertragen. Über den von der Kommission ausgewählten neuen Flaggenentwurf konnten die Wahlberechtigten in Mississippi am 3. November 2020 zeitgleich mit der US-Präsidentschaftswahl abstimmen.
Am 13. Juli 2020 rief die eingesetzte Kommission zur Einreichung von Vorschlägen zum Design der Flagge auf. Neben den beiden erwähnten Bedingungen waren noch weitere Grundsätze zu beachten: die Flagge sollte vom Design einfach gestaltet sein, so dass „ein Kind sie aus dem Gedächtnis nachzeichnen“ könne, sie sollte maximal zwei bis drei grundlegende Farben verwenden und sie sollte eine „sinnvolle Symbolik“, auch bezogen auf den Staat Mississippi, beinhalten. In der Folge wurden annähernd 3000 Einzelvorschläge eingereicht, die auch im Internet besichtigt werden konnten. Jedes der neun Kommissionsmitglieder wählte daraus die ihm am besten erscheinenden 25 Entwürfe aus. Letztlich kamen am 10. August 2020 auf diese Weise 147 Entwürfe zusammen (einige wurden mehrfach ausgewählt). Am 18. August 2020 hatte sich die Kommission auf fünf Finalisten geeinigt. Am 25. August 2020 wurde die Vorauswahl auf zwei Entwürfe weiter eingeengt: zum einen die Great River Flag und zum anderen The New Magnolia (nicht identisch mit der o. g. Magnolia Flag), über die auch in einer nicht bindenden Abstimmung im Internet abgestimmt werden konnte. Dabei gab es 29.989 Stimmen für die erst- und 44.422 Stimmen für die zweitgenannte. Am 2. September 2020 entschied sich die Kommission mit 8:1 Stimmen für die Magnolien-Flagge als den beim Referendum dem Wähler vorzulegenden Entwurf. Bei dem am 3. November 2020 zeitgleich mit der US-Präsidentschaftswahl stattgefundenen Referendum sprachen sich mehr als 70 % der Teilnehmer für den Entwurf als Flagge aus, wobei es eine Mehrheit in fast allen Bezirken gab.

## Treueeid
Der Treueeid zu der Flagge gemäß Mississippi Code Ann., Section 37-13-7, 1972, lautet:

I salute the flag of Mississippi and the sovereign state for which it stands with pride in her history and achievements and with confidence in her future under the guidance of Almighty God.

„Ich grüße die Flagge Mississippis und den souveränen Staat, für den sie steht, mit Stolz auf seine Geschichte und Leistungen und mit dem Glauben an seine Zukunft unter der Führung des allmächtigen Gottes.“